# ヌエゴケ
ヌエゴケ（Mizutania riccardioides）は、ウロコゴケ綱フタマタゴケ目に属する苔類。マレー半島やボルネオに分布する。1科1属1種で、本種のみでヌエゴケ科、ヌエゴケ属を構成するとされているが、ツキヌキゴケ科に含むとする主張もある（後述）。

## 名称
和名の「ヌエ」（鵺）は、頭や体、鳴き声がちぐはぐな伝説の生物のことであり、植物体が葉状で、生殖枝は枝状という得体の知れない形態をこの生物になぞらえて命名された。属名の Mizutania は、蘚苔学者の水谷正美への献名であり、種小名の riccardoides は、外部形態がスジゴケ属 (Riccardia) に類似していることにちなんで付けられた。

## 形態
ヌエゴケは。ヌエゴケは一細胞層からなる葉状体をもつが、これは他に知られているどの苔類にも見られない特徴である（ただし、苔類が持つリボン状の原糸体は一細胞層からなり、本種の葉状体に類似する）。外見はコケシノブ科（シダ植物）の植物などが持つ前葉体に類似し、不規則に分枝する。生殖枝は枝状で、葉状体から突き出す。

## 分類
ヌエゴケは、発見当初はシダ植物の前葉体として扱われ、博物館に収蔵されていたが、葉状体の細胞に油体があることや、染色体の本数 (n=9) が苔類に特徴的な本数であることが判明し、1989年に新種の苔類として記載された。
ヌエゴケが新種として記載された1989年当初、スジゴケ属に近縁な独立した科、属として、フタマタゴケ目の中に位置づけられた。しかしrbcL遺伝子を用いた分子系統解析では、ウロコゴケ目に含むことが支持された。また2010年には、分子系統学的な研究によって、ヌエゴケ科をツキヌキゴケ科に含むべきとする結果が示された。